# Grupo Bongar
Grupo Bongar - é formado por seis pessoas, todos percussionistas e cantores que revezam os instrumentos como a alfaia, ganzá, abê, caixa, congas, ilu e tabicas.
Os integrantes fazem parte da Nação Xambá, localizada em Olinda, Pernambuco. Realizam um trabalho de resgate e divulgação da cultura e religião da nação Xambá através de sua dança tradicional, o coco, e em seu mais recente trabalho, as giras de Jurema.
| Discografia               | Discografia |
| ------------------------- | ----------- |
| 29 de Junho               | 2006        |
| Chão Batido - Coco Pisado | 2009        |
| Samba de Gira             | 2016        |